# Magnitud (matemática)
La magnitud es una medida asignada para cada uno de los objetos de un conjunto medible, formados por objetos matemáticos. La noción de magnitud concebida así puede abstraerse de objetos del mundo físico o propiedades físicas que son susceptibles de ser medidos. La magnitud física se define como una propiedad de un fenómeno, cuerpo o sustancia que se expresa mediante un número y una referencia.
Las medidas de propiedades físicas usualmente son representables mediante números reales o n-tuplas de números reales, y usualmente para ser interpretables requieren del uso de una unidad de medida pertinente. Una propiedad importante de muchas magnitudes es admitan grados de comparación "más que", "igual que" o "menos que".
Una magnitud matemática usada para representar un proceso físico es el resultado de una medición; en cambio las magnitudes matemáticas admiten definiciones abstractas, mientras que las magnitudes físicas se miden con instrumentos apropiados.
Los griegos distinguían entre varios tipos de magnitudes, incluyendo:
- Fracciones positivas.
- Segmentos según su longitud.
- Polígonos según su superficie.
- Sólidos según su volumen.
- Ángulos según su magnitud angular.

Probaron que los dos primeros tipos no podían ser iguales, o siquiera sistemas isomorfos de magnitud. No consideraron que las magnitudes negativas fueran significativas, y el concepto se utilizó principalmente en contextos en los que cero era el valor más bajo.

## Asignación de una medida
La noción abstracta de magnitud implica la existencia de una función real que asignar a una colección de "objetos medibles" {\displaystyle {\mathcal {M}}} un valor numérico real, ya que los números reales son un cuerpo totalmente ordenado con operaciones compatibles con dicha ordenación. Es decir, para cada magnitud M existe una función:

(*){\displaystyle f_{M}:{\mathcal {M}}\to \mathbb {R} ^{+}}

En las medidas usadas asociadas a conceptos métricos, los objetos medibles son subconjuntos de un espacio métrico o alternativamente un espacio de medida, no siendo en general cualquier subconjunto de dicho espacio (se requieren ciertas condiciones de regularidad para que la magnitud de un objeto esté bien definida).

## Números
La magnitud de cualquier número x se denomina usualmente su "valor absoluto" o "módulo", indicado por |x|. 

### Números reales
El valor absoluto de un número real r se define como:
|r| = r, si r ≥ 0
|r| = -r, si r < 0.
Se puede considerar como la distancia numérica entre el cero y la recta numérica real. Por ejemplo, el valor absoluto tanto de 7 como de -7 es 7. En este caso el conjunto de objetos medibles en la función (*) es {\displaystyle {\mathcal {M}}=\mathbb {R} } y la magnitud asociada al valor absoluto es la función: {\displaystyle f_{\text{abs}}:\mathbb {R} \to \mathbb {R} ^{+}} dada por {\displaystyle r\mapsto |r|={\text{abs}}(r)}

### Números complejos
Un número complejo z puede visualizarse como la posición del punto P en un espacio euclídeo bidimensional, llamado plano complejo.
El valor absoluto de z puede considerarse como la distancia desde el origen de tal espacio hasta P.  La fórmula para el valor absoluto de z es similar a la de la norma euclidea del espacio bidimensional:  

{\displaystyle \left|z\right|={\sqrt {\Re (z)^{2}+\Im (z)^{2}}}={\sqrt {z^{*}z}}}

donde ℜ(z) y ℑ(z) son respectivamente la parte real y la parte imaginaria de z y z* es su complejo conjugado. Por ejemplo, el módulo de −3 + 4i es 5. En este caso se tiene {\displaystyle {\mathcal {M}}=\mathbb {C} } y {\displaystyle f_{\text{mod}}:\mathbb {C} \to \mathbb {R} ^{+}} dada por {\displaystyle z\mapsto {\sqrt {z^{*}z}}=|z|}.

## Propiedades métricas

### Distancias
Dado un espacio métrico {\displaystyle (E,d)} la distancia es una magnitud definida sobre pares de puntos. Por tanto, el conjunto de objetos medibles son todos los pares de puntos {\displaystyle (p,q)\in E\times E}, es decir, {\displaystyle (p,q)\mapsto d(p,q)\geq 0}

### Ángulos
Dado un espacio vectorial con producto escalar {\displaystyle (E,\cdot )}, se puede dotar a dicho espacio de una norma vectorial dada por: {\displaystyle \|\mathbf {v} \|={\sqrt {\mathbf {v} \cdot \mathbf {v} }}} lo que a su vez permite definir el ángulo entre dos vectores mediante la fórmula:

{\displaystyle \theta _{\mathbf {v} ,\mathbf {w} }=\arccos \left({\frac {\mathbf {v} \cdot \mathbf {w} }{\|\mathbf {v} \|\|\mathbf {w} \|}}\right)}

En este caso el conjunto de objetos medibles viene dado por {\displaystyle {\mathcal {M}}=E^{2}} y además se cumplirá que {\displaystyle 0\leq \theta _{\mathbf {v} ,\mathbf {w} }<\pi }

### Áreas y Volúmenes

#### Variedades de Riemann
En una variedad de Riemann orientable de dimensión n > 2 en general podrán definirse longitudes (1-medidas), superficies (2-medidas), volúmenes (3-medidas), etc. En este caso los conjuntos de objetos medibles {\displaystyle {\mathcal {M}}} serán subvariedades diferenciables.

#### Medidas abstractas
En un espacio de medida {\displaystyle (E,{\mathcal {A}},\mu )} también es posible construir medidas de conjuntos, aunque en general no todo subconjunto del espacio de medida será medible, sino sólo una cierta σ-álgebra. En este caso el conjunto de objetos medibles es precisamente {\displaystyle {\mathcal {M}}={\mathcal {A}}} y la magnitud asociada a la medida de estos conjuntos viene dada por la función {\displaystyle f_{\mu }:{\mathcal {M}}\to \mathbb {R} ^{+}} definida por {\displaystyle f_{\mu }(A)=\mu (A)}. Existen dos casos interesantes de este tipo de medidas:
- Cuando {\displaystyle E=\mathbb {R} ^{n}} es un espacio euclídeo, {\displaystyle {\mathcal {A}}} es la σ-álgebra de Borel asociada a la topología euclídea ordinaria y {\displaystyle \mu } está relacionada con la medida de Lebesgue, la medida abstracta es interpretable como el n-volumen de dicho espacio euclídeo.
- Otro ejemplo interesante de medida de este tipo son los espacios de probabilidad {\displaystyle (\Omega ,{\mathcal {A}},\mathbb {P} )} donde la medida de todo objeto medible (o evento aleatorio) satisface que {\displaystyle 0\leq \mathbb {P} (A)\leq 1}.

## Conjuntos finitos
En un conjunto finito F puede definirse una magnitud sencilla asociada a la "cantidad de objetos" de un subconjunto. En ese caso, el conjunto de objetos medibles es {\displaystyle {\mathcal {M}}={\mathcal {P}}(F)} el conjunto de partes de F, y la magnitud asociada se llama número de elementos o cardinal: {\displaystyle f_{\text{card}}:{\mathcal {P}}(F)\to \mathbb {N} \subset \mathbb {R} ^{+}} dada por {\displaystyle f_{\text{card}}(G):={\text{card}}(G)\leq {\text{card}}(F)}.
Nótese que la "cantidad de objetos" de hecho es un caso particular de espacio de medida, donde la σ-álgebra coincide con el conjunto de partes del conjunto base usado para construir las medidas.